# Фелука
Фелу́ка (устар. фелю́ка, прост. фелю́га, итал. feluca, от араб. فلوكة‎) — маленькое палубное судно с косыми парусами в форме треугольника со срезанным углом; парус поднимается на двух реях. Судно встречалось в военных и торговых флотах Средиземного моря; например, греческие пираты предпочитали фелуки за быстроходность и манёвренность. Алишер Навои (XV век) упоминает об известных ему кораблях фулклар применительно к персидскому региону.
Военная фелука вооружалась 6—8 маленькими пушками на верхней палубе. Фелуки имели завышенную палубу, остроконечный нос и парусное вооружение, схожее с галерным. Осадка фелуки — не более одного метра. Иногда фелуки крепились на крупных кораблях и использовались в качестве посыльных судов. Современные фелуки часто оснащаются двигателями.
Обычно фелука могла перевозить около десяти пассажиров и обслуживалась командой в два-три человека.